# رابرت دبلیو گور
رابرت دبلیو گور (انگلیسی: Robert W. Gore؛ زاده ۱۵ آوریل ۱۹۳۷ - درگذشته ۱۷ سپتامبر ۲۰۲۰) دانشمندی در زمینه مهندسی شیمی اهل ایالات متحده آمریکا بود. او مخترع پارچه ضدآب بود. رابرت گور در ۱۷ سپتامبر ۲۰۲۰ به‌دلیل کهولت سن درگذشت. 